# White Swan
White Swan (vers 1850 — 1904), ou Mee-nah-tsi-nous en crow, fut l'un des six éclaireurs crows du 7e régiment de cavalerie commandé par George Armstrong Custer au cours de la campagne de 1876 contre les Sioux et Cheyennes du Nord. Lors de la bataille de Little Bighorn dans la réserve indienne crow, White Swan rejoignit le détachement du major Marcus Reno et combattit à ses côtés, au sud du village. Parmi les 6 Crows ayant participé au combat, il fut reconnu comme le plus agressif, affrontant plusieurs guerriers sioux et cheyennes. Il fut aussi le seul à être blessé, à la main et au pied. Comme il ne pouvait plus se déplacer, Half Yellow Face (en), le chef des éclaireurs crows, l'emmena au campement de Reno, lui sauvant ainsi la vie.
Le 27, après le combat, Half Yellow Face fabriqua spécialement un travois pour transporter White Swan jusqu'au vapeur Far West afin qu'il puisse être soigné. White Swan fut soigné dans un hôpital militaire de campagne à la jonction entre les rivières Bighorn et Yellowstone. Les autres éclaireurs, rentrés au campement de Pryor Creek l'avaient donné comme mort mais il survécut à ses blessures.
À la suite de la bataille de Little Bighorn, White Swan continua à servir pendant 5 ans dans l'armée comme éclaireur (de 1876 à 1881) bien qu'il ait été sérieusement handicapé. Il avait de graves malformations au poignet droit et boittait en raison de sa blessure au pieds reçue à la bataille de Little Bighorn. Sur les photographies, White Swan a aussi une cicatrice sur le front, témoignage d'un combat contre un autre guerrier sioux où il reçut un coup. White Swan était aussi sourd et, à la fin de sa vie, ne pouvait plus non plus parler. Il semblerait qu'il ait pu bénéficier d'une petite pension de l'US Army.
Par la suite, White Swan vécut près de Crow Agency, après son déplacement en 1844 sur son emplacement actuel, dans la vallée de la Little Bighorn dans le Montana, à proximité du site du champ de bataille. Quand il dut quitter l'armée, White Swan commença à dessiner, représentant les principaux événements de sa vie, y compris les événements de la bataille de Little Bighorn. Il vendait ses dessins aux visiteurs de Crow Agency, près du champ de bataille. Ces dessins furent plus tard redécouverts par les collectionneurs et leur valeur artistique reconnue. Ils sont récemment devenus des objets de collection, d'exposition, de livres, de thèses universitaires et sont même reproduits pour être commercialisés.
Pendant qu'il vivait à Crow Agency, White Swan fut peint par l'artiste J. H. Sharp, qui le connaissait et le décrivait comme « un compagnon de bonne humeur et enjoué ». Sa femme était morte alors qu'il n'avait que 23 ans, avant de s'engager comme éclaireur et il ne s'était jamais remarié. Il vécut pendant un temps avec l'une de ses tantes, Strikes By The Side Of The Water, qui était aussi la mère de Curly, un autre éclaireur crow. White Swan et Curly étaient vus désignés comme deux frères tant leurs caractères étaient opposés l'un et l'autre.
Il mourut en 1904, sans laisser de descendant direct. Il est enterré dans le cimetière national sur le champ de bataille de Little Bighorn. Bien que sa mort prématurée et son incapacité à entendre et à parler le maintinrent en dehors du cercle des autres Crows survivants, sa bravoure exceptionnelle et son talent artistique luis assurèrent une certaine renommée.

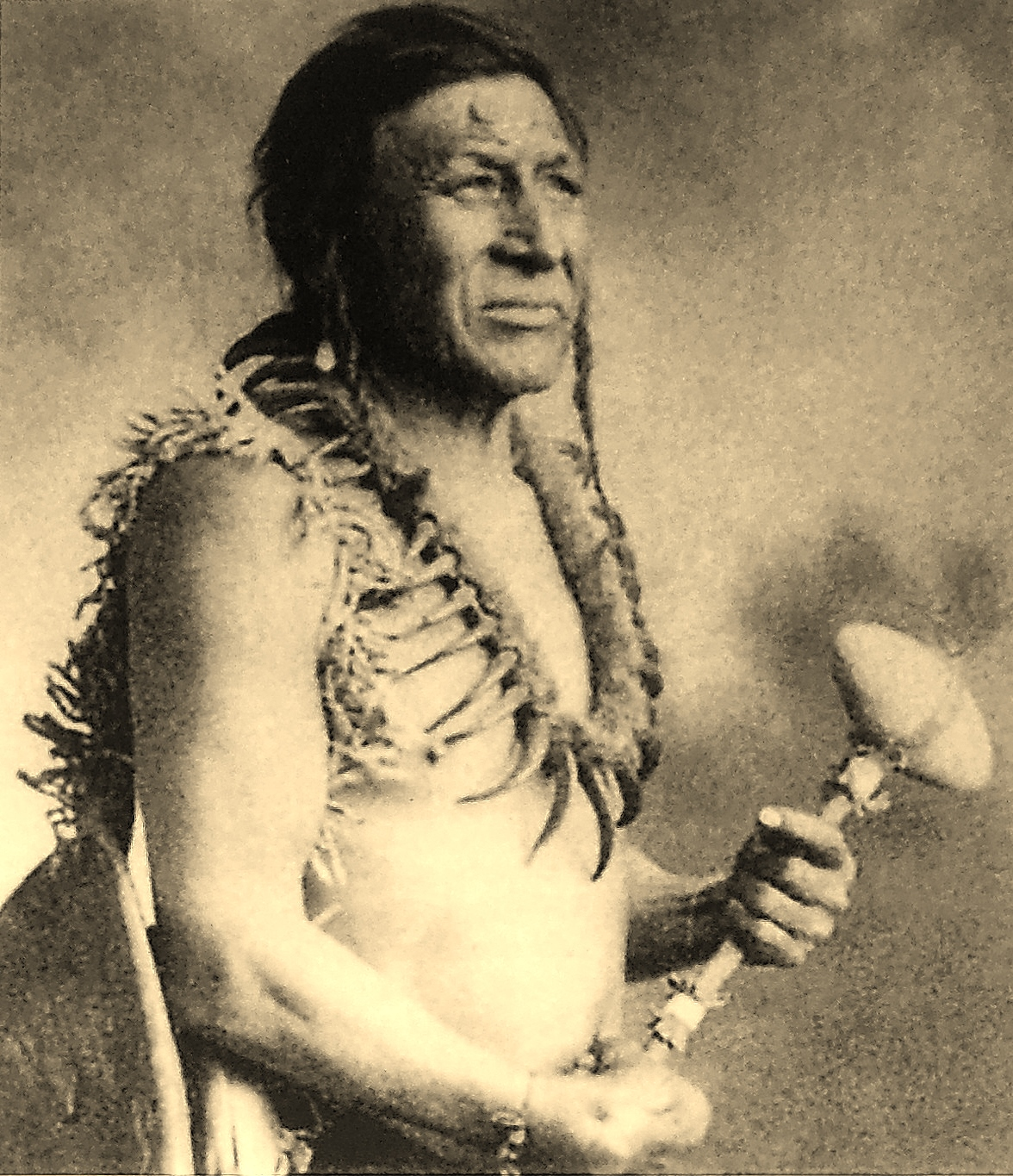
White Swan, photo de William A. Petzoldt. Cette photo illustre les cicatrices de White Swan : a) son poignet invalide depuis la bataille de Little Bighorn, b) la cicatrice sur son front provenant d'un autre affrontement avec un Sioux.

## Biographie

### Jeunesse et noms
White Swan est né approximativement en 1851 même si certaines sources évoquent 1850 ou 1852. Il fut élevé dans la tradition de sa tribu et acquit le statut de guerrier dans sa jeunesse, pour actes de bravoure.
White Swan fut marié mais sa femme mourut en 1873, avant son engagement dans l'armée et il ne se remaria pas.
Dans les textes historiques, White Swan est aussi appelé Strikes Enemy et White Goose ou Mee-nah-te-hash en langue crow.

### Service militaire comme éclaireur crow pendant la guerre sioux de 1876

#### Engagement au7ed'infanterie et premières escarmouches

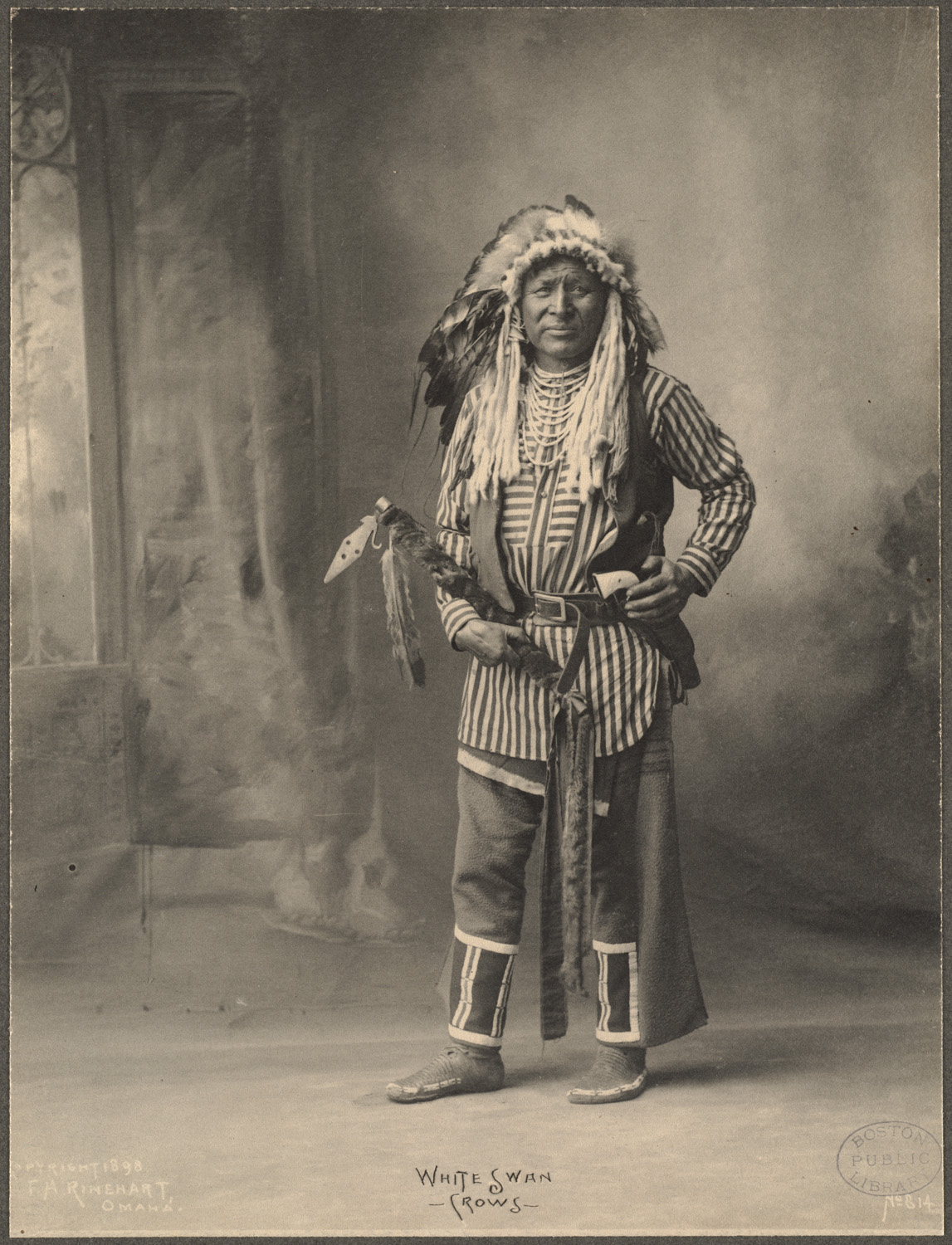
White Swan, photo de Frank Rinehart. Cette photo montre White Swan avec un tomahawk, actuellement au National Museum of the American Indian, comme exemple du potentiel artistique des armes avec l'expression spirituelle et symbolique. On peut aussi voir les séquelles de sa blessure au poignet droit.

À partir de 1870, les Crows se plaignirent des incursions des Lakotas dans leur réserve et appelèrent alors l'U.S. Army pour prendre des mesures vis-à-vis des Amérindiens qui ne respectaient pas les règles.
Le 9 avril 1876, le colonel John Gibbon et le lieutenant James Bradley se rendirent à l'agence des Crows, qui se trouvait alors sur la Rosebud River pour recruter des éclaireurs indiens. Durant deux longues heures de palabres, les chefs des Crows de la montagne exprimèrent leurs réticences à les aider dans cette expédition. Ils pointèrent que les Amérindiens voyageaient légers et vite et frappaient rapidement alors que les soldats marchaient lentement avec des chariots et donc ne rencontraient jamais d'ennemis.
Heureusement pour Gibbon les jeunes crows cherchaient l'aventure et le 10 avril, environ 25 éclaireurs furent engagés au 7e régiment d'infanterie sous les ordres du lieutenant Bradley chef des éclaireurs. White Swan et Half Yellow Face furent de la partie. Le 13 avril 1876, les éclaireurs crows rejoignirent les 477 hommes du 7e d'infanterie de Gibbon pour descendre la Yellowstone et arrivèrent à l'embouchure de la Bighorn le 20 avril. Gibbon décida ensuite de faire mouvement vers le bas de la rivière et de rejoindre Roesbud Creek. Les éclaireurs crows engagèrent alors des éclaireurs sioux pendant qu'ils déplaçaient leur campement de la rivière Tongue jusqu'à la vallée de la Rosebud en mai 1876. La colonne Gibbon fit jonction avec la colonne du général Terry le 21 juin 1876 à l'embouchure de Rosebud Creek.

#### Éclaireur au7ede cavalerie de Custer avant Little Bighorn
Le 21 juin, White Swan fut détaché, avec 5 autres éclaireurs, au 7e régiment de cavalerie du lieutenant-colonel George Armstrong Custer. Les autres éclaireurs étaient Half Yellow Face (le chef indien des éclaireurs), White Man Runs Him, Goes Ahead, Hairy Moccasin et Curley. Le régiment avait reçu l'ordre du général Terry de suivre la piste d'un grand campement sioux qui avait quitté la Grande Réserve sioux à cette époque, dans le Dakota du Sud. Ce groupe faisait une migration printanière depuis la vallée de la Powder River à celle de la Little Bighorn en passant par la Tongue River et la vallée de la Rosebud. Custer fut missionné pour retrouver ces Sioux sortis de leur réserve sur Rosebud Creek, ou dans les zones adjacentes de la vallée de la Little Bighorn, à environ 30 km à l'intérieur de la partie orientale de la réserve crow.
Les six éclaireurs crows se partagèrent la mission avec 26 éclaireurs arikaras sous les ordres du lieutenant Charles A. Varnum, chef des éclaireurs. Toutefois, les Crows connaissaient bien mieux la région que les Arikaras car c'était un territoire traditionnel des Crows (en 1805, le marchand de fourrures François-Antoine Larocque avait campé avec une bande de Crows près de la rivière Little Bighorn et le traité de Fort Laramie de 1851 avait placé cette rivière comme une longue bande au cœur du territoire crow). Et ceux-ci connaissaient bien le terrain pour y avoir pourchassé les camps sioux.
Les éclaireurs rejoignirent Custer le 21 juin. « Ils sont magnifique, tellement plus beau et plus indien que tout ce que nous avons jamais vu, et aussi bien plus agréables et sportifs… », écrivait Custer à sa femme, Elizabeth B. Custer. Il soulignait également l'intérêt des Crows pour l'armée américaine : « j'ai maintenant des éclaireurs crow avec moi qui connaissent parfaitement le pays. » Charles A. Varnum notait dans ses mémoires : « Ces Crows étaient dans leur propre pays. »
Comme c'étaient leurs terres ancestrales, les Crows conduisirent de nombreuses missions de reconnaissance dans la zone entre le 21 et le 25 juin, jour de la bataille.
Les éclaireurs comptèrent environ 400 à 500 tipis dans le campement, ce qui confirmait les renseignement militaires parlant d'environ 800 guerriers partis de la réserve sioux. Custer évalua favorablement le rapport de force avec ses 600 soldats. Mais l'évaluation initiale avait été faite sur des campements datant du 21 mai, lorsque les Sioux et Cheyennes avaient traversé la rivière Tongue pour la vallée de la Rosebud. En remontant la Rosebud, les éclaireurs crows dépassèrent Lame Deer Creek et, à l'entrée de la vallée de la Little Bighorn, trouvèrent de nombreuses autres traces, beaucoup plus récentes. Ces nouvelles traces avaient été laissées par d'autres groupes de Sioux et de Cheyennes provenant de la réserve et rejoignant le premier groupe pour le rassemblement d'été. Bien qu'il fût impossible à ce moment-là d'estimer la quantité de tipis, celle-ci fut estimée plus tard à environ 960, permettant d'abriter jusqu'à 2 000 guerriers.
Custer, sur la base de son expérience, savait que les Amérindiens refuseraient le combat et se disperseraient s'ils se savait poursuivis. Il décida d'utiliser les éclaireurs pour vérifier les pistes et afin d'éviter une dispersion du campement. Il avait tendance à minimiser les informations des éclaireurs sur le nombre d'Amérindiens présents.
Au petit matin du 25 juin 1876, White Swan et d'autres éclaireurs montèrent sur une crête située entre la rivière Littler Bighorn et Rosebud Creek. Depuis ce point d'observation (plus tard nommé « Crow's Nest »), ils avaient une vue très grande sur près de 17 miles. Ils virent alors un très gros troupeau de chevaux, indiquant la présence de très nombreux guerriers Sioux et Cheyennes. Le campement lui-même était invisible à l'œil nu.
Les éclaireurs crows remirent en question l'intérêt d'attaquer avec un tel rapport de force inférieur. Custer était préoccupé par le fait que des éclaireurs sioux avaient identifié ses hommes et qu'ils allaient probablement disloquer le campement pour fuir le combat. Custer conçut donc un plan pour attaquer immédiatement le campement. Il divisait son régiment en 4 groupes afin d'attaquer depuis différentes directions. Marcus Reno, avec 3 groupes attaquerait par le sud du village. Custer, avec 5 groupes, par le nord et Frederick Benteen, avec 3 groupes partirait rapidement vers le sud avant de rejoindre la bataille pour aider les autres fronts. Le lieutenant Mc Dougall resterait avec ses troupes pour protéger l'arrière garde et les charriots.

#### Blessé au combat à Little Bighorn
Avant que la bataille ne commence, White Swan regarda le camp lakota avec une longue-vue, perché sur son cheval. Cette semaine devint l'une de ses préférées dans ses illustrations.
Alors que la bataille commençait, White Swan et le chef crow Half Yellow Face, avec les éclaireurs arikaras suivirent le détachement du major Reno. Les éclaireurs reçurent l'ordre de faire fuir les chevaux des Sioux vers l'ouest du camp. Le détachement de Reno chargea le village par le sud, comme prévu mais devant la résistance des Sioux à défendre leur village, les cavaliers mirent pieds à terre pour former une ligne de feu. Cette confusion empêcha les éclaireurs de s'approcher des chevaux et les conduit à combattre au côté des cavaliers. Ils furent rapidement engagés dans de furieux combats contre un nombre croissant de Sioux et de Cheyennes. À un moment, White Swan fut opposé à six guerriers ennemis.
Comme les guerriers sortaient en grand nombre du village, Reno ordonna à son détachement de se replier dans un bois à proximité de la rivière. Devant les pertes, il ordonna ensuite de quitter le bois pour se replier en traversant la rivière, pour monter sur les falaises sur la partie est de la vallée. Mais comme Reno ordonnait le repli, White Swan avait reçu plusieurs blessures par balle à la main (ou au poignet) et à la jambe (ou le pied ou le genou, les rapports diffèrent). De plus il ne pouvait entendre sans que l'on sache si cela provenait d'un coup de tomahawk sur le crâne ou d'un coup de fusil tiré trop près de son oreille (rapports différents),.
La retraite des soldats était une déroute et les Sioux les poursuivaient, tuant ceux qui restaient en arrière et les blessés. Half Yellow Face retourna dans le bois pour récupérer White Swan, blessé. Il se cacha, attendit que la plus grosse partie des Sioux soit passée à la poursuite des soldats avant de traverser la rivière et remonter sur les falaises, à l'emplacement du campement des soldats de Reno. Depuis cette position ils furent renforcés par les détachements des capitaine Benteen et lieutenant McDougall. L'action de Half Yellow Face a probablement sauvé à la vie à White Swan. Les hommes de Reno racontèrent plus tard comment White Swan, bien que blessé, voulait reprendre le combat et  blessé et handicapé comme il était, essayait de rejoindre la ligne de front en rampant.
Après que les hommes de Reno aient réussi à franchir la rivière, les guerriers sioux et cheyennes battirent en retraite et donnèrent un assaut sur les troupes de Custer (5 compagnies, soit 250 hommes environ) qui attaquaient au nord du village. À ce stade, les Sioux étaient 8 fois plus nombreux que les soldats de Custer. Le détachement fut repoussé sur une petite crête à l'est de la vallée avant d'être anéanti jusqu'au dernier homme. Cet engagement intense dura environ une heure au cours de l'après-midi du 25 juin 1876, après quoi les guerriers retournèrent attaquer le groupe de Reno, resté sur ses retranchements sur les falaises. Le lendemain, 26 juin, les Sioux continuèrent leurs attaques sur le détachement de Reno, où White Swan se retrouvait parmi les blessés. Mais les éclaireurs sioux rapportèrent l'arrivée d'une grande colonne de secours sous les ordres du général Terry et de Gibbon. En fin d'après-midi et début de soirée, les Sioux et Cheyennes levèrent le siège des hommes de Reno et Benteen et, à la hâte, levèrent le camp pour se replier vers le sud, dans vallée de la Little Bighorn.

#### Soins après la bataille, handicap
Le lendemain, le 27 juin 1876, Half Yellow Face fabriqua un travois pour White Swan, blessé, en position assise. Il le transporta ainsi à environ 12 miles du champ de bataille, sur le site du vapeur Far West sur la rivière Bighorn afin qu'il puisse recevoir des soins médicaux. White Swan fut transporté par le Far West sur environ 40 à 50 miles sur la rivière Yellowstone. Il fut déposé dans un hôpital de campagne temporaire avec d'autres blessés, moins sérieux.
Presque immédiatement après la bataille, les trois éclaireurs White Man Runs Him, Goes Ahead et Hairy Moccasin quittèrent le champ de bataille pour le principal camp crow qui était « deux nuits » plus loin à l'embouchure de Pryor Creek. Les autres éclaireurs de Gibbon les rejoignirent. Arrivés au village, il rapportèrent que Half Yellow Face et White Swan avaient été tués.
Curly et Half Yellow Face n'étaient pas rentrés avec les autres au campement crow. Ils avaient rejoint Gibbon à l'embouchure de la rivière Bighorn où White Swan était temporairement hospitalisé. Le 4 juillet, le colonel Gibbon libéra Curly et Half Yellow Face mais garda White Swan afin qu'il puisse continuer à recevoir les soins nécessaires.
Les blessures de White Swan étaient suffisamment importante pour que sa guérison prenne du temps. Quand il rejoint enfin sa famille et ses amis au village crow, c'était comme s'il revenait de parmi les morts. Les dossiers officiels montrent que White Swan fut démobilisé en septembre 1876 puis ré-engagé en novembre 1877 bien que ses blessures ne fussent pas complètement remises. Il continua à se rétablir mais souffrit de handicaps pendant le restant de ses jours.

### Vie après Little Bighorn
Bien que handicapé, White Swan réussit à rester dans l'armée comme éclaireur pour les 5 années qui suivirent la bataille de Little Bighorn. Quand la réserve crow diminua en taille l'agence fut déplacée en 1884 de l'actuelle Absorakee, Montana sur la rivière Stillwater jusqu'à l'actuelle Crow Agency dans la vallée de Little Bighorn, tout près du champ de bataille. White Swan déménagea aussi avec l'agence.
White Swan continuait à être diminué par ses blessures. Il avait perdu la moitié basse de sa main droite et son poignet était définitivement déformé, replié vers l'intérieur (cf. la photo ci-dessus montrant son poignet blessé). Il boitait aussi à la suite de la blessure par balle à son pied ou sa jambe. Enfin, il était sourd, sans doute à la suite d'un coup de massue donné par un guerrier sioux, sans doute à une autre occasion.
Joseph Henry Sharp, l'artiste peintre du Far West, fit connaissance avec White Swan lorsqu'il vivait à Crow Agency et qu'il peignait les indiens crows. Sharp peignit White Swan. Il nota : « éclaireur de Reno pendant la bataille de Custer, blessé à plusieurs reprises, sauvé du champ de bataille au bout de deux jours, sourd à la suite d'un coup de massue sur la tête. Bon artiste indien, enjoué, et d'agréable compagnie. Un vrai frère et au caractère diamétralement opposé à Curley, éclaireur de Custer. » Bien qu'il puisse difficilement communiquer par la voix, sans doute en raison de sa surdité, White Swan pouvait tout de même communiquer, en utilisant la langue des signes des Indiens des Plaines.
Les documents du service des pensions militaires indiquent que sa femme était décédée en 1873, avant qu'il ne s'engage et qu'il ne s'était jamais remarié après. Lors du recensement de 1885, il est noté qu'il vivait avec une tante veuve, nommée Strikes By The Side Of The Water. Cette tante était la mère de Curley, autre éclaireur crow, ce qui fait qu'ils étaient cousins alors que l'artiste J.H. Sharp pensait qu'ils étaient frères.
En 1894, White Swan était paralysé et ne pouvait plus ni parler ni entendre. En 1897, il demanda et obtint une pension de 17 $ par mois pour ses services militaires. Dans le recensement de 1900, il est marqué comme veuf et seul membre de son foyer. Le seul autre membre connu de la famille de White Swan est une demi-sœur du côté de son père, Sage Woman, ce qui signifie qu'elle était d'un autre clan crow puisque les relations clanique sont matriarcales. Ceci indique que White Swan vivait isolé. White Swan mourut sans descendance directe et il n'y aucune indication qu'il ait adopté des enfants bien que certaines indications fassent apparaître un groupe de proches, ce qui n'est pas usuel dans la culture crow.

### Compétences artistiques – dessins et armes
White Swan est aussi connu pour ses activités artistiques. Alors qu'il vivait à Crow Agency, dans la vallée de la Little Bighorn, White Swan dessina les événements importants de sa vie, en incluant (mais pas uniquement) la bataille de Little Bighorn. Un minimum de 15 dessins lui furent attribués et d'autres restent à découvrirent. Bien que les dessins ne soient pas signés ils peuvent être identifiés car de nombreuses scènes partagent des similitudes en termes de style avec les quelques toiles dont nous sommes sûrs de l'auteur.
En plus des dessins, des sources indiquent que White Swan, malgré ses handicaps, a peint sur plusieurs livres comptables pour décrire son rôle dans le fameux combat. Il a aussi peint le récit des actes principaux de sa vie sur une grande toile de mousseline.
Des années après sa mort, ses qualités artistiques furent reconnues et ses toiles collectées et collectionnées. White Swan fut reconnu comme un artiste professionnel. Il put gagner de l'argent par la vente de ses toiles, notamment parce que Crow Agency était proche du champ de bataille. L'agence, tout comme le site de la bataille, faisait venir de nombreux touristes et White Swan trouva un public parmi les militaires, représentants du gouvernement, et autres visiteurs qui souhaitaient rentrer chez eux avec un souvenir qui symbolisait leur rencontre avec des Amérindiens. Les toiles de White Swan représentaient l'essence de la tradition des guerriers indiens basée sur des actes héroïques.
En plus de ses toiles, White Swan fabriquait artisanalement des outils, comme des tomahawks (cf. la photo ci-dessus). Un tomahawk, dans la culture des guerriers des plaines du nord pouvait tout à la fois être une arme et porter les âmes tuées, en lui donnant une signification spirituelle. Les ornements du tomahawk de White Swan pouvaient décrire des actes de bravoure ou avoir une signification spirituelle.
Quand il vivait à Crow Agency, sur la rivière Little Bighorn, White Swan vivait dans un tipi qui portait, en partie basse, des dessins représentant la bataille de Custer.
Les tomahawks et les peintures de White Swan sont désormais des héritages de cette période. Ils attirent désormais l'attention des collectionneurs et font l'objet d'expositions, et sont sujets de travaux universitaires et de collection. Certaines pièces appartenaient à la collection de Paul Dyck sur l'artisans des indiens des plaines et font désormais partie des collections du Buffalo Bill Historical Center à Cody, Wyoming.

### Mort et inhumation

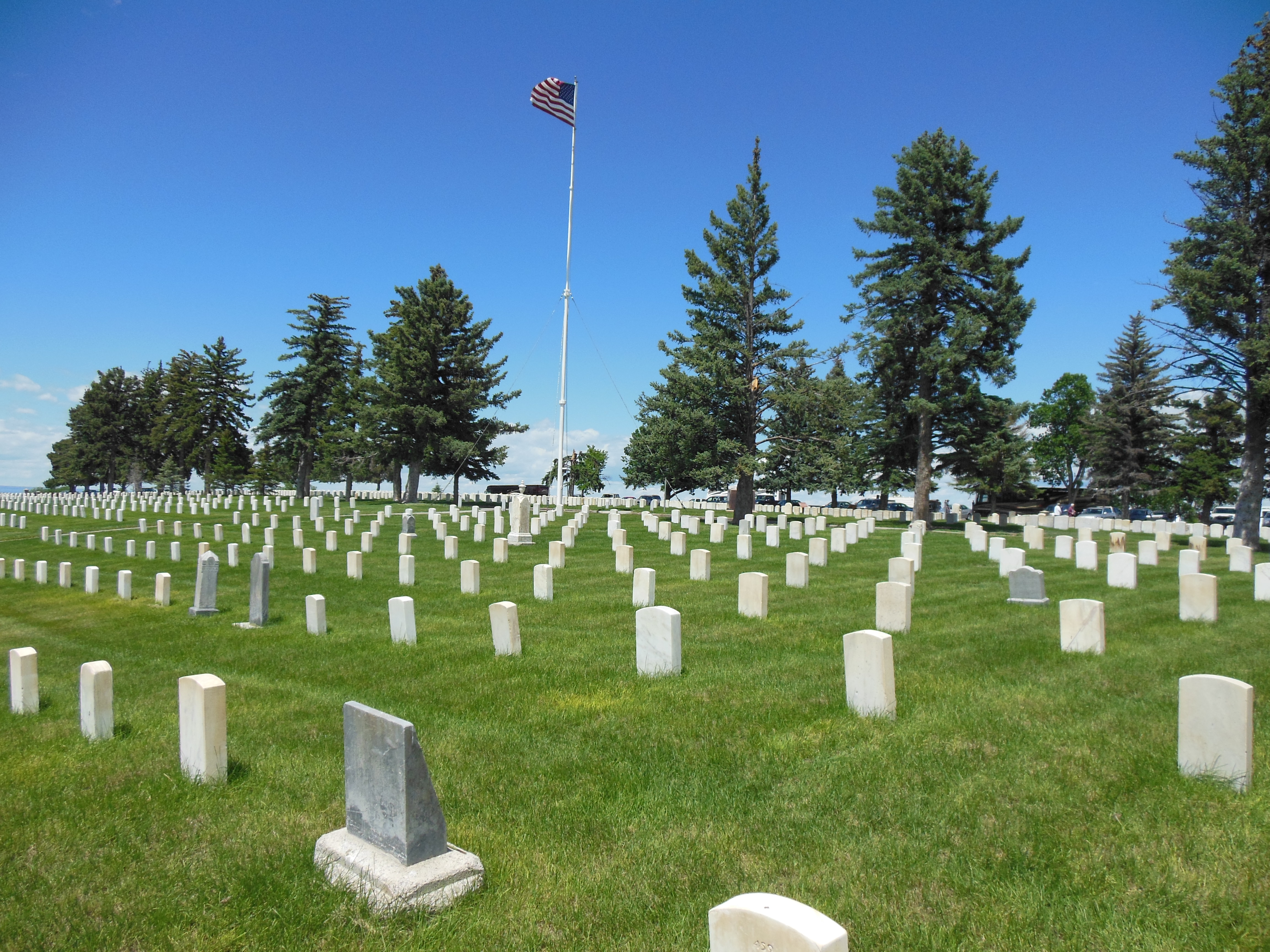
Emplacement de la tombe de White Swan au Little Bighorn National Cemetery. Il est en section A, tombe 460.

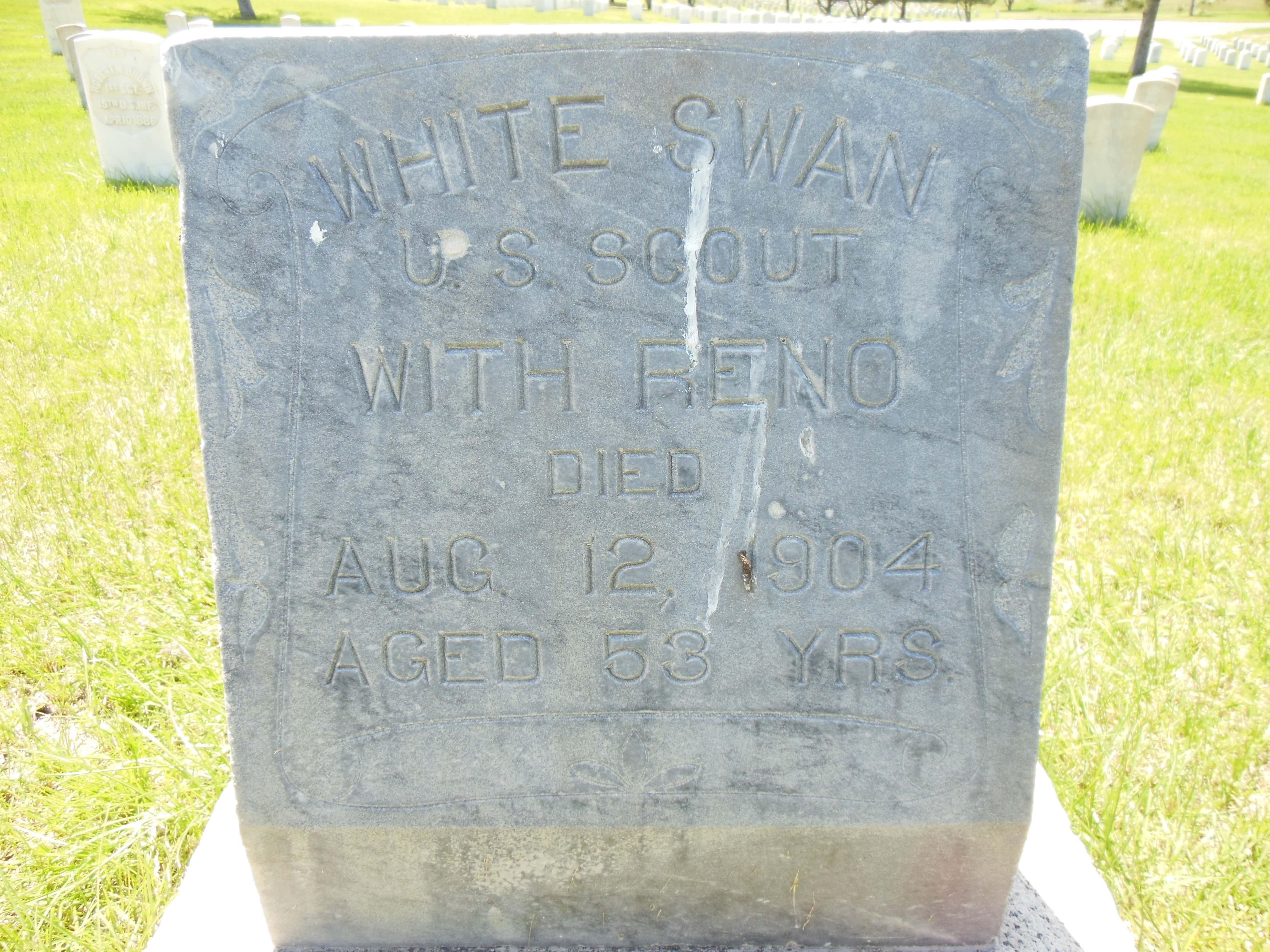
Tombe de White Swan au Little Bighorn Battlefield National Cemetery.

White Swan mourut le 12 août 1904 à l'âge d'environ 53 ou 54 ans. Il est enterré dans la section A du cimetière national du champ de bataille de Little Bighorn.

## Places et lieux nom d'après White Swan
La White Swan Memorial Library au Little Bighorn Battlefield National Monument abrite aussi le bureau de l'historien du parc et est située dans une maison en pierre (la maison d'origine du surintendant). Selon le National Park Service, le bâtiment contient les plus importantes données sur la fameuse bataille ainsi que d'autres événements reliés historiquement. Les visites se font sur rendez-vous.